# William Pittenger
William Pittenger (31. leden 1840 Knoxville, okres Jefferson, Ohio - 24. duben 1904 Fallbrook, Kalifornie) byl vojákem armády Unie v době americké občanské války a nositelem Medaile cti.

## Život a dílo
Syn Thomase a Mary Mills Pittengerových navštěvoval až do svých šestnácti let okresní školu. Po vypuknutí občanské války narukoval 17. dubna 1861 jako vojín na tři měsíce k 2. ohijskému pěšímu regimentu. Během této doby se zúčastnil první bitvy u Bull Runu. Brzy narukoval znovu na tři roky a 11. září 1861 byl odvelen do Camp Dennison, Ohio. O několik dní později se připojil k obnovenému 2. ohijskému pěšímu regimentu jako desátník. Třináctého března 1862 byl povýšen na četaře a krátce poté se jako dobrovolník účastnil Andrewsova únosu vlaku, který vešel do dějin jako Velká lokomotivní honička. Únos skončil fiaskem, únosci se rozutekli do lesů, ale všichni byli polapeni a někteří, včetně Andrewse, oběšeni. Pittenger byl zajat 15. dubna poblíž Lafayette (Georgie), nebyl však jako špión popraven, ale zůstal uvězněn až do 18. března 1863, kdy byl v City Point (Virginie) vyměněn. Po propuštění a následném obdržení Medaile cti byl povýšen na poručíka a dále sloužil, dokud mu to jeho nalomené zdraví dovolilo. Čtrnáctého srpna 1863 byl na Anderson Station (Tennessee) propuštěn.
17. května 1864 se v New Brightonu (Pennsylvania) oženil s Wilhelminou "Winnie" Clyde Osborne a měli spolu šest dětí. Téhož roku se Pittenger stal členem pittsburské konference Metodistické episkopální církve. V roce 1870 byl přeložen do konference v New Jersey a pracoval zde minimálně do roku 1888. Od roku 1878 byl profesorem na Národní škole přednesu a řečnictví ve Filadelfii. Je autorem knih Daring and Suffering, a History of the Great Railroad Adventurers (Odvaha a utrpení, historie velkého železničního dobrodružství) (Philadelphia, 1863; rozšířené vydání New York, 1887); Oratory, Sacred and Secular (Řečnictví duchovní a sekulární) (Philadelphia, 1881); a Extempore Speech (Improvizovaný projev) (1882). Kniha Daring and Suffering se stala předlohou Keatonova filmu The General (Frigo na mašině).
Byl pohřben 25. dubna 1904 na hřbitově Odd Fellows ve Fallbrooku (Kalifornie). Symbol medaile cti byl na jeho hrobě umístěn 7. července 1988.